# Тернопільська обласна дитяча клінічна лікарня
Тернопільська обласна дитяча клінічна лікарня — лікувальний заклад у Тернополі.
Основні напрями діяльності:

## Структурні підрозділи
У лікарні функціонує 13 стаціонарних відділень:
- центр дитячої хірургії
- операційне відділення з центральною стерилізаційною
- відділення анестезіології з палатами інтенсивної терапії і виїзною консультативною педіатричною бригадою невідкладної допомоги
- ортопедо-травматологічне відділення з травматологічним пунктом
- отоларингологічне відділення
- офтальмологічне відділення
- перше педіатричне відділення
- друге педіатричне відділення
- відділення для дітей з ураженям нервової системи та порушенням психіки
- пульмонологічне відділення
- неонатологічний центр з відділенням патології новонароджених дітей
- педіатричним відділенням для недоношених дітей
- відділенням інтенсивної терапії новонароджених дітей з виїзною неонатологічною бригадою
- інфекційно-боксоване відділення.

## Кафедра дитячих хвороб з дитячою хірургією ТДМУ
На базі лікарні розташована кафедра дитячих хвороб з дитячою хірургією Тернопільського державного медичного університету.

## Персонал

### Головні лікарі
- Станіслав Сташевський — 1974—1987[1],
- Григорій Корицький — 1995—2024,
- Володимир Семерез — з 2025.

### Працювали
- Станіслав Давида (1932—1997) — український лікар (хірург), вчений в галузі медицини, громадський діяч,
- Лащук Лука Федорович — хірург,
- Марта Чопик (нар. 1931) — українська письменниця, майстер народної творчості, працювала логопедом.

## Меморіальні скульптури

Пам'ятна таблиця Станіславові Давиді на фасаді головного корпусу лікарні

У вересні 2010 року на фасаді головного корпусу при вході встановлена пам'ятна таблиця Станіславові Давиді з портретом і написом:
Доцент курсу дитячої

хірургії, голова

Українського лікарського

товариства

на Тернопіллі